# Xenophilus
Xenophilus es un género de bacterias gramnegativas de la familia Comamonadaceae. Fue descrito en el año 2001. Su etimología hace referencia a compuestos externos. Son bacterias aerobias y móviles por flagelo polar. Forma colonias amarillas. Aunque en general se encuentran en el suelo, alguna especie se ha aislado del aire (Xenophilus aerolatus). También se ha aislado de la piel de ranas (Rana sphenocephala) y de lodos activados. Aunque son bacterias ambientales, se ha descrito un solo caso de peritonitis en humanos causado por Xenophilus aerolatus.